# Alliedsignal
Alliedsignal, Inc. var en amerikansk multinationell koncern som verkade inom försvars- och rymdfartsindustrierna samt i fordonsindustrin.
De bildades i september 1985 när Allied Corporation och The Signal Companies fusionerades med varandra till en kostnad på $5 miljarder och gemensamma koncernen fick namnet Allied-Signal, Inc. På direkten inleddes det synergiåtgärder där bland annat 3 000 anställda sades upp för att spara årligen $250 miljoner och att 30 dotterbolag knoppades av. 1993 tog man bort bindestrecket i företagsnamnet. 1999 meddelade Alliedsignal att de skulle fusionera sig med Honeywell, Inc. och där Honeywells aktieägare skulle få mellan $13,8–14,8 miljarder i betalning. I och med fusionen bestämde man sig att det nya kombinerade företaget skulle heta Honeywell International, Inc. och använda sig av Honeywells logotyp.